# Dirk Konerding
Dirk Konerding (27 febbraio 1969) è un ex calciatore tedesco, di ruolo difensore.

## Carriera

### Club
Ha giocato 69 partite in 2.Bundesliga, la seconda serie del campionato tedesco.

### Nazionale
Ha preso parte ai Mondiali Under-17 del 1985 giocando 6 partite e segnando una rete.